# Get on the Good Foot
Get on the Good Foot è il trentanovesimo album in studio del cantante statunitense James Brown, pubblicato nel 1972.

## Tracce
1. Get on the Good Foot, Pts. 1& 2 (Brown, Fred Wesley, Joe Mims) – 5:44
2. The Whole World Needs Liberation (Brown, Bobby Byrd) – 3:41
3. Your Love Was Good for Me (J. J. Barnes, Whiz Whisenhut) – 3:20
4. Cold Sweat (remake) (Brown, Alfred "Pee Wee" Ellis, David Lindup) – 2:53
5. Recitation by Hank Ballard (Brown, Hank Ballard) – 5:54
6. I Got a Bag of My Own (Brown) – 3:30
7. Nothing Beats a Failure (But a Try) (Brown) – 3:06
8. Lost Someone (remake) (Brown, Byrd, Lloyd Stallworth) – 3:56
9. Funky Side of Town (Brown) – 7:50
10. Please, Please, Please (remake) (Brown, Johnny Terry) – 12:19
11. Ain't It a Groove (Brown, Nat Jones) – 2:10
12. My Part/Make It Funky, Parts 3 & 4 (Brown, Charles Bobbit) – 5:14
13. Dirty Harri (Brown) – 6:15